# リーマー・カーグティー
リーマー・カーグティー（Reema Kagti、1972年 - ）は、インドのボリウッドで活動する映画監督、脚本家。代表作に『Honeymoon Travels Pvt. Ltd.』『Talaash: The Answer Lies Within』がある。

## キャリア
ファルハーン・アクタル、アシュトーシュ・ゴーワリケール、ハニー・イラニ、ミーラー・ナーイルなどの助監督としてキャリアを重ねた。エクセル・エンターテインメント創設以来の主要メンバーであり、ファルハーンとゾーヤー・アクタルの全ての製作作品で彼らを補佐した。
2007年に『Honeymoon Travels Pvt. Ltd.』で監督デビューした。2012年にアーミル・カーン、ラーニー・ムカルジー、カリーナ・カプールを起用した『Talaash: The Answer Lies Within』を監督した。2018年に『Gold』を監督した。同作は独立後のインドで初のオリンピック金メダル獲得を目指した実話を題材としており、アクシャイ・クマール、クナル・カプールが出演した。

## フィルモグラフィ
- ラガーン（2001年） - 助監督
- Dil Chahta Hai（2001年） - 助監督
- Lakshya（2004年） - 助監督
- Honeymoon Travels Pvt. Ltd.（2007年） - 監督、原案
- 人生は二度とない（2011年） - 助監督、原案、脚本
- Talaash: The Answer Lies Within（2012年） - 監督、脚本
- ボンベイ・トーキーズ（英語版）（2013年） - 原案
- Dil Dhadakne Do（2015年） - 原案、脚本
- Gold（2018年）
- ガリーボーイ（2019年） - 脚本
- Made in Heaven（2019年） - 脚本